# 모가미 요시아키
모가미 요시아키(일본어: 最上 義光 もがみ よしあき[*], 덴분 15년 음력 1월 1일(1546년 2월 1일) ~ 게이초 19년 음력 1월 18일(1614년 2월 26일))는 센고쿠 시대, 에도 시대 전기의 무장, 다이묘이다. 데와국의 센고쿠 다이묘이며, 모가미 가문의 11대 당주이자, 야마가타번의 초대 번주이다. 정략결혼, 암살 등 모략으로 센고쿠 시대를 살아간 모장이다. 다테씨 17대 당주며 센다이번 초대 번주인 다테 마사무네(伊達政宗)의 외숙.
본성은 겐지(源氏)이며, 세이와 겐지의 한 계파인 가와치 겐지에서 유래하는 아시카가씨의 일문인 시바씨의 핏줄이다. 시바 가네요리(斯波兼頼)가 우슈 단다이(羽州探題)로서 모가미 군에 들어오면서 모가미 씨를 칭하게 되었다.
요시아키는 세키가하라 전투 때 동군에 가담하여, 전쟁 이후 57만 석의 영지를 보유한 다이묘로 성장하여 가문의 전성기를 이끌었다.

## 생애

### 가독 상속까지
덴분(天文) 15년(1546년) 1월 1일에 모가미 씨 제10대 당주 모가미 요시모리(最上義守)와 어머니 오노노 고쇼(小野少将)의 딸 사이에서 장남으로 태어났다. 어렸을 때의 이름은 햐쿠슈마루(白寿丸)였다.
에이로쿠(永禄) 원년(1558년) 또는 에이로쿠 3년(1560년)에 원복(元服)을 행하고 쇼군(将軍) 아시카가 요시테루(足利義輝)의 이름자 한 자를 받아 겐고로 요시아키(源五郎義光)라 칭하였다. 에이로쿠 3년(1560년) 3월에 있었던 사가에 성(寒河江城) 공격이 요시아키의 첫 출진이었다. 그러나 첫 출진은 실패로 끝났고, 덴분의 난(天文の乱)에서 다테 씨(伊達氏)로부터의 독립성을 회복한 이래로 추진해오던 요시모리의 영토 확장 정책은 좌절되었다.
에이로쿠 6년(1563년) 요시모리-요시아키 부자는 교토로 상경하여 쇼군 요시테루를 알현했다. 이때에 요시모리-요시아키 부자는 막부로부터 '고쇼(御所)'라 불리며 우대받았다고 한다(『언엽경기』言継卿記). 에이로쿠 7년(1564년)에는 요시아키의 누이동생인 요시히메(義姫, 훗날의 호슌인保春院)가 다테 데루무네(伊達輝宗)에게 시집갔으며, 에이로쿠 10년(1567년)에는 장남 본텐마루(梵天丸, 훗날의 다테 마사무네)가 태어났다. 이 혼인은 두고두고 두 가문에 큰 영향을 끼치게 된다.
겐키(元亀) 원년(1570년) 무렵 당주 요시모리와 그 적남(嫡男) 요시아키 부자 사이에 다툼이 벌어졌다. 5월에 모가미 집안의 중신 우지이에 사다나오(氏家定直)의 중재로 부자는 화해하였으며, 8월에는 요시아키가 가독을 이어받아(이듬해라는 설도 있다) 이듬해인 겐키 2년(1571년) 은거한 요시모리는 출가하여 법명을 「에이린」(栄林)이라 하였다. 그러나 덴쇼(天正) 2년(1574년) 1월 부자의 사이는 다시금 험악해졌고, 다테 집안으로부터 독립하려는 경향이 강했던 요시미쓰를 견제할 필요가 있었던 다테 데루무네는 사돈이자 장인인 요시모리를 구원한다는 명분으로 모가미 집안의 영지로 병력을 보내기에 이른다. 덴도 요시사다(天童頼貞) ・ 시라토리 나가히사(白鳥長久) ・ 구라조 요리나오(蔵増頼真) ・ 노베사와 미쓰노부(延沢満延) 등이 데루무네에 동조하는 등 사면초가에 놓인 상황에서도 요시아키는 이들의 공세를 교묘하게 물리치는데 성공하였다. 9월 10일에는 요시아키가 유리한 입장에 선 가운데 화의가 이루어졌으며, 모가미 집안은 다테 집안으로부터의 완전한 독립에 성공하였다. 그 뒤 부자는 화해하였고 다시 싸우는 일은 없었다.
종래 요시모리가 요시아키를 폐적시키고 차남인 요시토키(義時)에게 뒤를 잇게 하려던 것이 부자간 불화의 원인이었다고 알려져 왔으나, 당대의 1급 사료에는 요시토키의 이름이 전혀 등장하지 않으며, 오늘날에는 요시토키의 존재와 더불어 이러한 설이 후대에 창작된 것이라고 보고 있다.

### 데와 통일 전쟁
가독 상속을 놓고 벌어졌던 일련의 항쟁에서 요시아키는 승리했고, 모가미 집안의 서류(庶流)였던 덴도 요리사다(天童頼貞) ・ 히가시네 요리카게(東根頼景) ・ 가미노야마 미쓰카네(上山満兼) 등은 여전히 요시아키를 따르려 하지 않았다. 야치 성(谷地城) 성주 시라토리 나가히사는 중앙의 실력자였던 오다 노부나가(織田信長)에게 데와노카미 추임(推任)을 청원하는 등 이 시점에서 아직 모가미 1개 군(郡)의 지배도 완수하지 못하고 있는 상태였다. 때문에 요시아키는 우선 집안의 법도를 정비하는 등 내부 정비에 힘썼으며, 무로마치 막부 이래로 우슈 단다이(羽州探題)를 대대로 역임해 온 모가미 집안의 위세를 회복시키기 위한 싸움에 나서게 된다.
한편 이 무렵까지 정실을 오자키(大崎) 집안으로부터 맞이한다는 맹약을 맺고 덴쇼 3년(1575년)에 적남 요시야스(義康)가 태어났다.
덴쇼 5년(1577년), 덴도 요리사다(天童頼貞)를 맹주로 하는 모가미 8순(最上八楯)과의 전쟁을 벌였다. 양측 모두 제대로 된 결판을 내지 못한 채 잠시 화친을 맺고 요리사다의 딸인 덴도 고젠(天童御前)을 요시아키의 측실로 맞이하게 하였다.
덴쇼 6년(1578년), 가미노야마 미쓰카네가 다테 데루무네의 지원을 받아 모가미 영지를 쳐들어 왔다. 요시아키가 끈질기게 방어에 주력하다 공성전에서 야전으로 나서면서 연합군에 큰 타격을 주었다. 우왕좌왕하던 데루무네의 군진에 오라비의 위기를 알아챈 누이동생 요시히메가 가마를 타고 가서 양측을 설득하여 화의를 맺게 하였다(가시와기 산 전투柏木山の戦い). 덴쇼 8년(1580년)、요시아키는 미쓰카네의 중신인 사토미 민부(里見民部)에게 내응한다면 가미노야마 집안의 영지를 넘겨 주겠다는 조건으로 회유하였고, 이를 받아들인 사토미 민부가 미쓰카네를 죽이고 요시아키에게 항복했다. 요시아키는 가미노야마 성을 손에 넣었다.
덴쇼 9년(1581년)부터 무라야마 군(村山郡)으로도 병력을 보냈으며, 우선 덴도 씨의 인척이었던 오구니 성(小国城) 성주 호소카와 나오모토(細川直元)를 마키가하라 전투(万騎ヶ原の戦い)에서 격파하고 오구니 성을 공략하였다. 여름에는 오노데라(小野寺) 집안의 중신이었던 사케노베 성(鮭延城) 성주 사케노베 히데쓰나(鮭延秀綱)를 공략하였다.
덴쇼 10년(1582년) 덴도 고젠이 셋째 아들 요시치카(義親)를 낳다 사망하면서 덴도 집안과의 화친도 무효화되었다.
덴쇼 11년(1583년) 쇼나이(庄内)의 다이호지 요시우지(大宝寺義氏)가 모가미를 치고자 하였는데 요시아키는 사전에 다이호지 집안의 가신이었던 도센지 요시나가(東禅寺義長) 등을 내응하게 하여 요시나가가 거꾸로 다이호지 집안에 대해 모반을 일으키고 요시우지를 급습, 뜻하지 않게 배후를 공격당한 요시우지는 자결하고 말았다.
덴쇼 12년(1584년)、요시아키는 시라토리 나가히사의 딸을 적남 요시야스의 아내로 맞이하는 것으로 그를 회유해보려 했으나 나가히사는 응하지 않았고, 이에 자신이 병으로 위독하다고 속여 나가히사를 야마가타 성으로 유인한 뒤 그를 죽이고 야치 성을 공략하였다. 이어 사가에 성 성주 사가에 다카모토(寒河江高基)를 쳐서 자결로 내몰고 사가에 집안을 아예 멸문시켰다. 또한 아버지 요리사다의 뒤를 이은 덴도 요리즈미(天童頼澄)를 치고, 모가미 8순의 한 명인 노베사와 미쓰노부(延沢満延)의 분전으로 모가미군은 패퇴하여야 했다. 여기서 요시아키는 미쓰노부의 적남 ・ 마타고로(又五郎)에게 둘째 딸 마쓰오히메(松尾姫)를 시집보내어 미쓰노부를 끌어들이고, 나아가 히가시네 요리카게(東根頼景)의 가로(家老)인 사토미 겐고에몬(里見源右衛門)을 내응하게 하여 히가시네 성을 공략하였다. 궁지에 몰린 요리즈미는 고쿠분 모리시게(国分盛重)를 의지해 달아났다. 이렇게 덴도 집안을 맹주로 하던 모가미 8순은 붕괴하였고, 요시아키는 모가미 군 전역을 손에 넣게 된다.
덴쇼 14년(1586년)에 오노데라 요시미치(小野寺義道)와 아리야토게(有屋峠)에서 전투를 벌였다. 처음에는 모가미가 불리하였으나 적남 요시야스와 다테오카 미쓰시게(楯岡満茂) 등이 반격하여 오노데라 군세를 격퇴하는데 성공하였다.
덴쇼 15년(1587년)에 다이호지 요시우지의 동생인 요시오키(義興)가 우에스기 가게카쓰(上杉景勝)에게 접근을 시도한다는 정보를 입수한 요시아키는 서둘러 요시오키를 쳐서 그를 자해로 몰아가고, 요시오키의 양자인 요시카쓰(義勝, 우에스기 집안의 가신이었던 혼죠 시게나가의 아들이다)는 에치고(越後)로 달아나버렸다.
덴쇼 16년(1588년) 2월, 다테 마사무네가 1만 군세로 오자키 요시타카(大崎義隆)를 공격하자(오자키 합전大崎合戦) 요시아키는 5천 군세를 원군으로 파병하여 요시타카와 함께 다테를 격파하였으나, 요시아키의 누이동생이자 마사무네의 어머니인 요시히메(호슌인)가 나서서 양군 사이에 자신이 탄 가마를 내려놓고 전쟁을 끝낼 것을 호소하였기에, 양측은 화의를 맺고 철수했다. 윤5월, 도요토미 히데요시(豊臣秀吉)에 의해 요시아키는 조상 대대로 역임해온 관직이었던 우슈 단다이로 임명되었다. 8월에는 모가미 세력이 움직이지 않을 것이라고 판단한 우에스기 집안이 가신 혼죠 시게나가(本庄繁長), 다이호지 요시카쓰(大宝寺義勝) 부자에게 쇼나이 침공을 명했고, 주고리가와라 전투(十五里ヶ原の戦い)에서 모가미군은 대패하고 쇼나이 지방은 우에스기 집안의 영향 아래 있던 다이호지 집안에 도로 넘어갔다. 그 뒤에도 우에스기와의 전투는 이어졌으나, 우에스기 집안의 중신 나오에 가네쓰구(直江兼続)가 이시다 미쓰나리(石田三成)를 통해 히데요시에게 접근, 요시아키는 이전부터 친밀한 사이였던 도쿠가와 이에야스(徳川家康)를 통해 교섭에 나섰고, 히데요시의 재정에 따라 쇼나이 지방은 우에스기 영지로 공인되었다.
덴쇼 17년(1589년) 5월, 도쿠가와 이에야스는 가타쿠라 가게쓰나(片倉景綱)에게 편지를 보내어 다테 마사무네가 모가미 요시아키와 우의를 돈독히 할 것을 요청하였으며 요시아키는 스리아게하라 전투(摺上原の戦い)에 원군을 보냈다고 한다.

### 도요토미 정권 치하에서
덴쇼 18년(1590년), 모가미 요시아키는 도요토미 히데요시의 오다와라 정벌(小田原征伐)에 참가하여 우쓰노미야 성(宇都宮城)에서 부인과 함께 히데요시를 알현하고 본령(本領) 24만 석을 안도받았다. 이 때 요시아키는 그 직전에 세상을 떠난 아버지 요시모리의 장례 문제로 조카 마사무네보다 늦게 히데요시에게 찾아왔는데, 사전에 이에야스와 교섭한 성과도 있어서 따로 문책을 받는 일은 없었다. 또한 오슈 처분(奥州仕置) 때에 발생한 센보쿠 잇큐(仙北一揆)를 계기로 오노데라 집안의 영지로 병력을 내어, 오카쓰 군(雄勝郡)를 차지하였다.
한편 오다와라 정벌 참가 전에 누이동생 요시히메를 이용하여 마사무네의 독살을 획책하였다고 여겨지나, 이것이 옳은 설인가에 대해서는 여러 가지 설이 있다.
덴쇼 19년(1591년) 정월、요시아키는 교토로 상경하여 종4위하 시종(侍従)에 보임되었다. 같은 해 이에야스가 구도 마사자네(九戸政実)가 일으킨 반란을 진압하러 간 사이에 둘째 아들 이에치카를 여러 다이묘들의 앞에 내세워서 도쿠가와 집안의 고쇼(小姓)로써 출사시켰다. 이때 동행했던 도요토미 히데쓰구가 야마가타 성(山形城)에 들렀을 때 셋째 딸 고마히메의 미모가 눈에 띄어 요시아키에게 고마히메를 측실로 내줄 것을 집요하게 강요해 왔다(야마가타 성에 히데쓰구는 들르지 않았고 미모의 소문만을 듣고 요구했다는 설도 있다). 요시아키는 거절하였으나 거듭된 요구에 어쩔 수 없이 딸을 내놓게 되었다. 고마히메가 조금 더 자라면 데려가 줄 것을 요청하였다고도 하나, 그것이 요시아키의 최소한의 저항이었다. 또한 셋째 아들 요시치카를 히데요시에게 출사시키고 모가미 집안의 안녕을 시도하였다.
덴쇼 20년(1592년) 조선 침략에 대비하여 히젠(肥前) 나고야(名護屋)에서 머무르고 있었으나, 바다를 실제로 건너는 일은 이루어지지 않았다. 나고야에 머무르던 중에 구니모토(国許)의 가신(家臣) ・ 이라고 시나노노카미(伊良子信濃守)에게 편지를 보내어 자신의 심경을 토로하였고 전황이 악화되는 와중에 고향에 대한 그리움이 깊어가고 있음을 보여주는 기술을 남겼다. 같은 해로부터 야마가타 성의 개축에 임하기 시작하였다. 이 즈음에 히데요시로부터 하시바(羽柴)라는 묘지(名字)를 받았다.
분로쿠(文禄) 3년(1594년)、오노데라 요시미치의 충신 야가시와 미치타메(八柏道為)에게 거짓 편지를 보냈다. 이 계략에 말려든 요시미치는 미치타메를 제거해버렸다. 그 뒤 요시미치는 요시아키를 상대로 연패하고 세키가하라 전투(関ヶ原の戦い, 게이초 데와 합전(慶長出羽合戦)에서는 서군(西軍)에 가담했다가 전후에 개역당하기에 이르렀다.
분로쿠 4년(1595년)、히데쓰구가 모반 혐의를 쓰고 할복하였을 때(히데쓰구 사건) 딸인 고마히메도 연좌되어 교토 산조가와라(三条河原)에서 처형되고 말았다. 당시 고마히메의 나이는 열다섯이었다. 일설에는 고마히메는 히데쓰구의 측실이 되기는 했지만 실질적으로는 히데쓰구가 가까이 하지도 않았다고 한다. 요시아키는 이에야스의 주선도 받아가며 필사적으로 고마히메의 목숨을 살려달라고 탄원하였으나 때는 늦었다. 요시아키 부부의 비통은 깊었고, 비보를 들은 요시아키는 며칠 동안 식사도 제대로 하지 못하였으며 고마히메의 생모 오자키 씨는 얼마 지나지 않아 고마히메의 뒤를 따르듯이 사망하였다. 마에다 도시이에(前田利家) ・ 우에스기 가게카쓰 등 28명과 함께 연명으로 서명한 기청문(起請文)을 올렸음에도 히데요시의 의심을 풀지 못했고 마사무네 등과 함께 히데쓰구에 가담하였음을 의심받아 근신하라는 처분을 받게 된다. 이때 아버지의 무사함을 아들 요시야스와 이에치카 형제가 기원하고 있는 것으로 보아도、요시아키가 당시 얼마나 절박한 입장에 몰려 있었는가를 짐작할 수 있다. 이 처분은 얼마 지나지 않아 풀렸으나, 요시아키는 이 일로 히데요시를 깊이 증오하게 되었다. 이후 게이초 후시미 지진(慶長伏見地震) 직후에 히데요시가 아닌 이에야스의 호위에 나서거나, 히데요시로부터 다회에 초청받은 이에야스를 자발적으로 호위하는 등 반대로 요시아키 자신에게 은의를 주었던 도쿠가와측으로 더욱 기울어갔다.
게이초(慶長) 3년(1598년) 아이즈 와카마쓰 성(会津若松城)의 성주였던 가모 히데유키(蒲生秀行)가 가신단의 싸움을 진압하지 못하고 전봉되자(가모 소동蒲生騒動) 아이즈에는 우에스기 가게카쓰가 오우(奥羽) 지방의 여러 다이묘들의 감시와 간토(関東)의 도쿠가와 이에야스 견제를 위해 보내졌다. 요시아키로써는 가게카쓰와는 쇼나이 지방을 놓고 분쟁을 벌인 적도 있었던 만큼, 또한 우에스기 영지가 모가미 영지로 아이즈와 쇼나이 ・ 사도(佐渡)로 나뉘어 있었던 만큼, 양측의 충돌은 피할 수 없는 상태가 되어 있었다. 그 해 8월에 도요토미 히데요시가 사망하고 도요토미 정권은 오대로(五大老) ・ 오봉행(五奉行)에 의한 집단체제로 정무를 행하였는데, 이듬해에는 오대로의 필두인 마에다 도시이에가 사망하였다. 오봉행인 이시다 미쓰나리도 칩거에 들어 가면서 도쿠가와 이에야스가 오사카성(大阪城)의 니시노마루(西の丸)에서 정무를 행하였다.

### 게이초 데와 전투

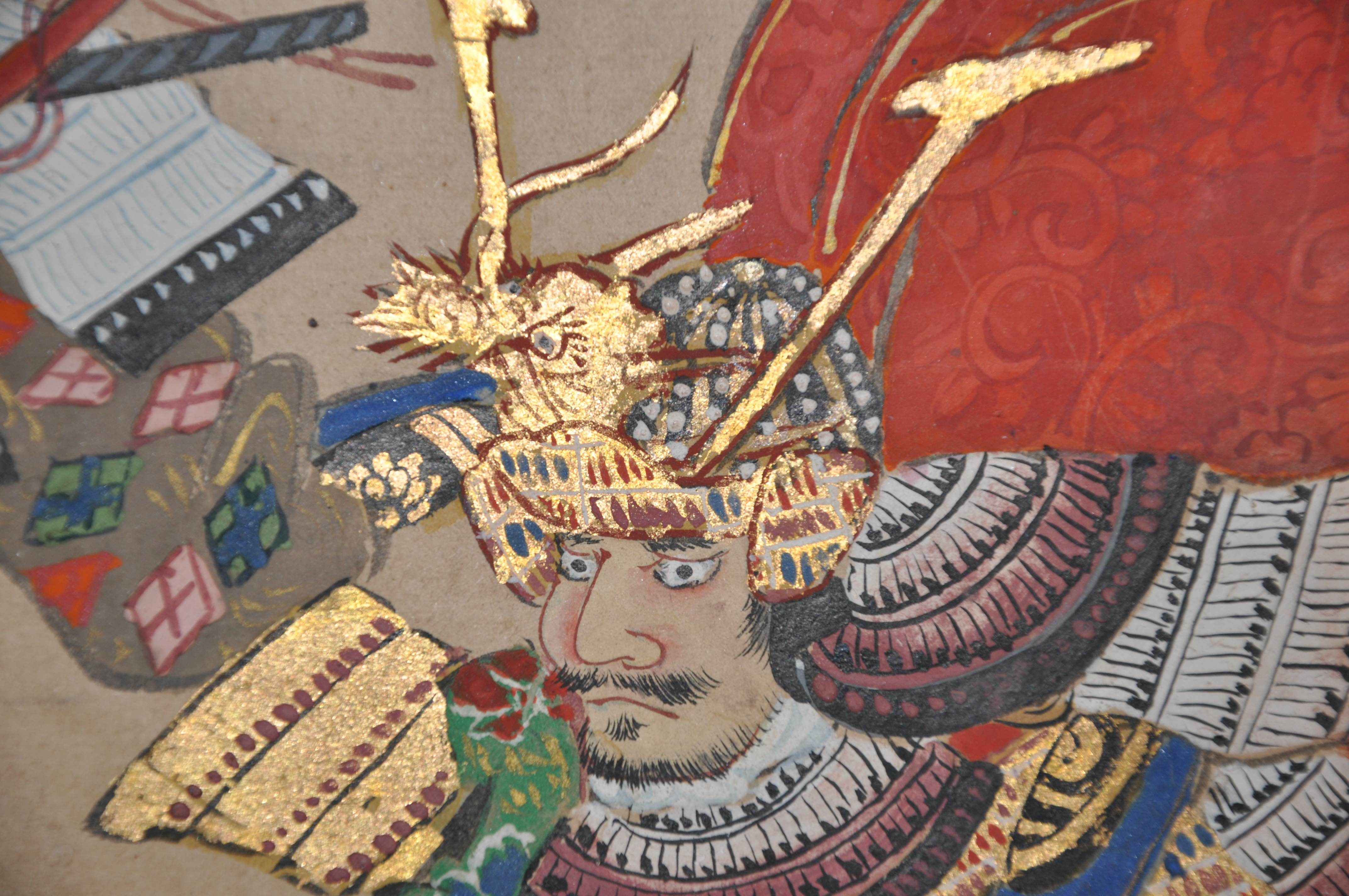
하세도 성 합전도 병풍에 그려져 있는, 나오에 가네쓰구를 공격하는 모가미 요시아키.

게이초 5년(1600년)、이에야스는 아이즈의 가게카쓰가 군비를 증강하고 있는 것에 대해 힐하였다. 이에 우에스기 집안의 가신인 나오에 가네쓰구가 절연장이라고도 불리는 이른바 『나오에장』(直江状)을 보내어 회답하였다. 이를 받은 이에야스는 6월에 아이즈 정벌을 개시하였다. 요시아키 등 오우(奥羽) 지역의 여러 무장들은 동군(東軍, 도쿠가와측)에 가담하였고, 요네자와 성(米沢城) 공격을 위해 모가미 영내에 집결해 있었다. 그러나 이에야스가 아이즈 정벌에 나서는 도중에 우에스기와 가까웠던 이시다 미쓰나리 등이 이에야스 타도를 명분으로 가미가타(上方)에서 거병하였다. 이에야스는 이를 알고 아이즈 공격을 중지하고 요시아키, 마사무네, 유키 히데야스(結城秀康) 등에게 가게카쓰 견제를 명하고 가미가타로 돌아왔다.
이에 오우 지방 여러 무장들은 모가미 영내에서 철수하기 시작했고, 그 와중에 영내에서 폭동이 벌어졌다. 난부 도시나오(南部利直)는 급히 되돌아갔다. 한편으로 마사무네는 고립을 경계한 우에스기 세력과 강화를 맺었다. 요시아키는 이에야스를 따라 동군에 가담할 결의를 보였으나 우에스기 영지와 접해 있는 가신단은 이에 반대하였으며, 요시아키도 압도적으로 불리함을 깨닫고 적자 요시야스를 인질로 보내는 것을 조건으로 우에스기와 화친을 시도하였다. 그러나 요시아키가 동군측의 아키타 사네스에와 짜고 우에스기 영지를 공격한 정황을 우에스기측에 알려지면서 강화는 성립되지 않았다. 이렇게 모가미 집안은 완벽하게 고립무원의 상태에 놓이게 되었고, 그러한 상태에서 우에스기 집안과 대치하게 되었다.
가게카쓰는 나오에 가네쓰구에게 2만～2만 4천 군세를 주고 모가미 영지 침공을 개시하였다. 이에 대항하여 모가미 군세는 7,000여(실제로는 오노데라 요시미치 견제를 위해 쇼나이에 출병해 있어서 훨씬 적은 3,000 정도) 명밖에 되지 않았으나 우에스기군에 대해 요시아키는 2,000정 정도의 철포를 구사하며 항전하였다.
거의 350명 정도의 모가미 병사들이 주둔하고 있던 하타야 성(畑谷城)의 수장(守将) ・ 에구치 미쓰키요(江口光清)는 병력 집중을 위해 철퇴하라는 요시아키의 명령을 무시하고 농성을 벌였다. 미쓰키요의 기량을 아까워했던 가네쓰구는 「항복한다면 명예로운 처분을 해 주겠다」고 권고했지만 미쓰키요는 이를 거부하고 계속해 항전하였다. 미쓰키요 부자가 이끄는 성내 수병들은 잘 버티면서 우에스기 군세에 1,000명 가까운 사상자가 나오는 피해를 입히고 중과부적으로 전멸, 성은 함락되었다. 이어 우에스기 군세는 야마가타 성의 요충지에 해당하는 하세도 성(長谷堂城)을 공격하였으나, 성을 지키고 있던 시무라 미쓰야스(志村光安)가 이끄는 1천 명의 병력은 우에스기 군세를 상대로 성을 잘 방어해냈고 사케노베 히데쓰나 등의 분전으로 적장 가미이즈미 야스쓰나(上泉泰綱)를 패배시키는 등 전과를 올렸다. 따로 가미노야마 성의 사토미 민부, 유자와 성(湯沢城)의 다테오카 미쓰시게(楯岡満茂) 등 모가미 군세의 수장들도 우에스기를 상대로 선전하였으며, 우에스기 군세와 오노데라 군세를 상대로 성을 지켜냈다.
요시아키는 적자 요시야스를 보내어 조카 마사무네에게 원군을 요청하였다. 이 무렵 마사무네는 난부 도시나오가 모가미 영지에 원군으로 향해 있음을 알고 와가 다다치카(和賀忠親)를 선동하여 잇큐를 일으키게 하고 이를 틈타 영지 확대를 노렸다(이와자키 잇큐岩崎一揆). 마사무네는 유수(留守) 마사카게(政景)가 이끄는 3천 명의 원군을 파견하였으나 모가미 영지에서 사태의 추이를 관망하고 있을 뿐이었다. 일설에 따르면 마사무네는 중신 가타쿠라 가게쓰나로부터 「야마가타 성이 함락되도록 방관하고 피폐해진 우에스기를 쳐서 어부지리를 얻도록 하자」는 헌책을 받았으나, 어머니 요시히메가 야마가타 성내에 있음을 고려하여 쓰지는 않았다고 한다.
9월 29일, 우에스기 군세는 세키가하라 전투에서 서군이 패배하였다는 소식을 듣고 하세도 성의 포위를 풀고 요네자와 성으로 물러났다. 마찬가지로 서군 패전의 소식을 들은 요시아키는 가신(家臣) 호리 기운(堀喜吽)의 제지에도 「대장이 퇴각해서야 무슨 수로 적을 막을 것인가!」라며 반론하고 자신이 선두에 서서 우에스기 군을 추격하였다. 그러나 우에스기 군의 일제 사격으로 호리 기운은 전사하고 요시아키 자신도 투구에 총탄을 맞기도 했다. 결국 모가미 군세는 간발의 차이로 가네쓰구를 놓치고 말았다. 그러나 가네쓰구가 퇴각하면서 보여준 무장으로써의 훌륭한 모습에 대해서는 적대하던 요시아키도 칭찬을 아끼지 않았다고 한다.
우에스기군이 퇴각하자 모가미 군세는 뒤처지는 우에스기 군세를 급히 추격해 야치 성(谷地城)에서 농성하던 오우라 성(尾浦城) 성주 시타 히데히사(下秀久)를 항복시켰다. 우에스기 씨가 화평 교섭을 위해 움직이는 사이에 시타 히데히사는 선수를 쳐서 쇼나이 지방으로 진공하여 단기간에 예전 주고리가하라에서 잃었던 옛 영지를 되찾는데 성공하였다. 그리고 우에스기 군세를 격퇴한 공으로 요시아키가 쳐서 얻은 쇼나이 지방은 그대로 모가미 집안이 영유하는 것이 허락되었다.
모가미 요시아키는 우에스기 영지였던 오키타마 군(置賜郡)을 제외한 오늘날의 야마가타 현(山形県) 전역과 유리 군(由利郡) 57만 석 영지를 가지고 데와 야마가타 번(出羽山形藩)의 초대 번주가 되었다. 또한 전쟁 전의 교섭 실패나 아키타 집안의 세력이 증대하는 것을 두려워한 도자와(戸沢) 집안의 전쟁을 기피하려는 태도로 전쟁 뒤에 요시아키는 아키타 사네스에가 동군을 배신하였다고 이에야스측에 참소하였고, 이는 사네스에가 히타치(常陸)로 이봉되는 한 원인이 되었다.

### 에도 시대
에도 막부(江戸幕府) 성립 이후, 요시아키는 영내의 부흥에 진력했다. 자신이 다스리는 영지의 백성들에게 매우 관용을 베풀어 요시아키가 살아있을 때는 잇큐(농민봉기)도 거의 일어나지 않았다고 한다. 그의 통치를 두고 훗날 "모가미 겐고로(最上源五郎)는 요역(연공 이외의 세금)을 거두지 않는다"(最上源五郎は役をばかけぬ)는 말이 나돌 정도였다.
자신이 거주하던 성인 야마가타 성을 개축하여 국내에서 손꼽히는 넓이의 평지성으로 확장함과 동시에 조카마치 정비에도 착수하였는데, 우선 쇼닌마치(商人町) 정비를 위해 야마가타 성 아래에 대해서는 지자전이나 연공을 면제하고 폭 4칸 반부터 5칸, 내부 길이 30칸을 기본으로 한 125평에서 150평의 땅을 나누어 주는 동시에 우슈 가도(羽州街道) · 사사야 가도(笹谷街道) 도로변에 정기 시장을 마련했다. 또 우에스기 집안으로부터 빼앗아 가져온 사카타 항을 최대한 활용할 수 있도록 쇼나이에서 야마가타로 가는 2개 가도를 개수·확장하고 모가미 강의 세 부분을 절개해 수운의 안전성을 높이고 영내의 유통을 활발하게 하여 번의 재정을 크게 비축하였다. 또 시키진마치(職人町)는 고멘마치(御免町)로서 제반 역할이 면제되었고, 기술자들 가운데에는 가신급 대우를 받은 사람도 있었다. 당시 마치의 수는 31곳, 주택수는 2,319채에 인구 19,796명이었고 여기에 가신단을 가하자 인구는 3만명을 넘어섰다.

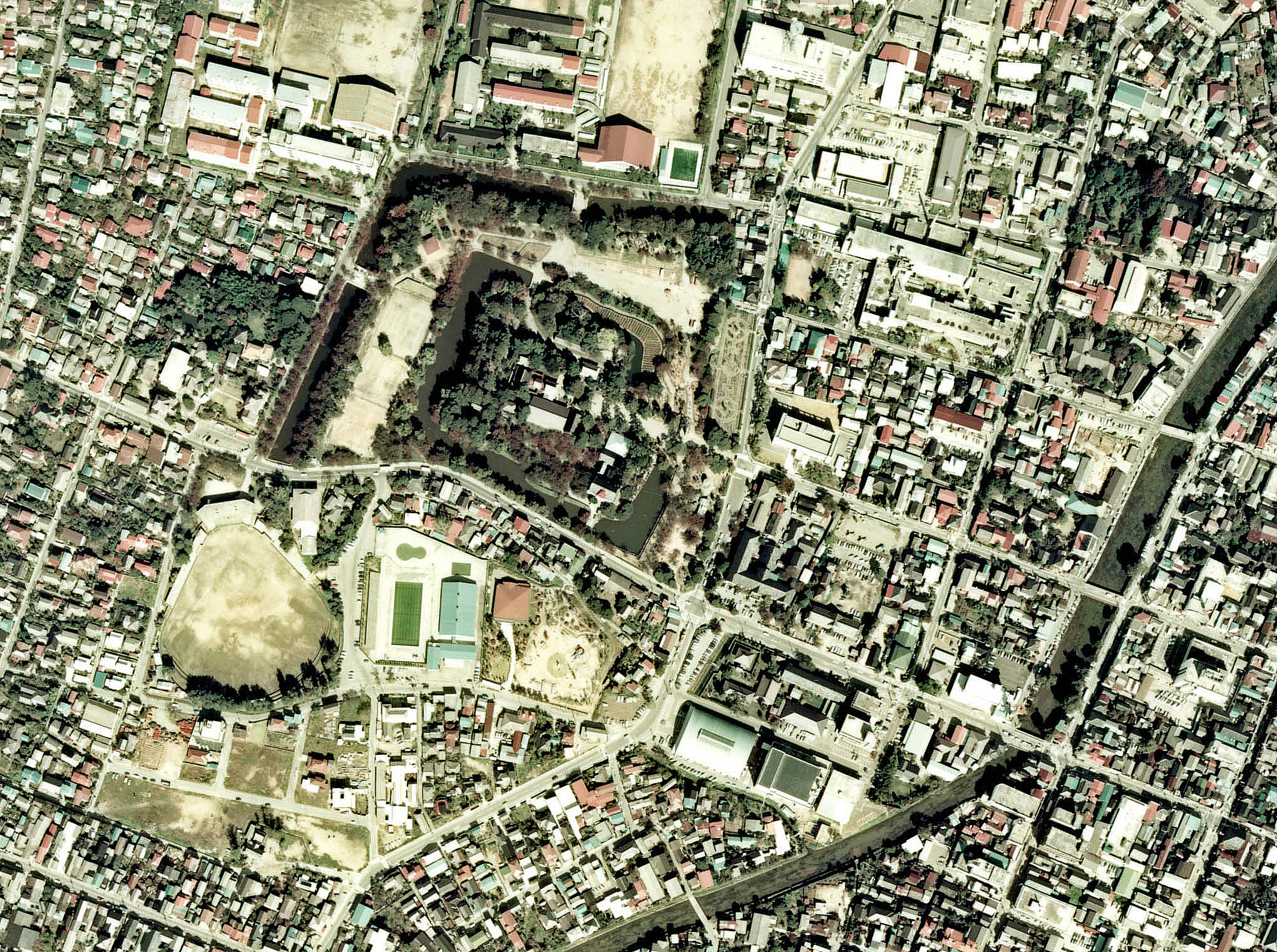
다이호지 성(쓰루가오카 성)의 항공사진. 1976년 일본 국토교통성 국토화상정보에 기초하여 작성되었다.

치수 공사는 농업 부문 관련으로도 적극적으로 추진되었다. 기타다테 도시나가(北楯利長) · 신제키 히사마사(新関久正) 등에게 명하여 기타다테 다이옌(北楯大堰) · 이나바 옌(因幡堰) 등을 수리하여 용수 문제를 해결하고, 쇼나이 평야 개발을 진행하여 농업생산력을 향상시켰다. 이후 요시아키는 다이호지 성을 개축하여 쓰루가오카 성(鶴ヶ岡城)으로 이름을 바꾸고 요시아키 자신의 은거처로 삼았다.
요시아키와 그의 적남 요시야스의 관계는 처음에는 양호했으나 가신의 참언으로 어느새 험악해졌다. 이것은 이에치카로 하여금 모가미 집안의 가독을 잇기를 원했던 막부나, 그것을 이용하려는 가신의 의도도 개입되어 있었다고 말해지고 있다. 그런 가운데 게이쵸 8년(1603년, 1602년 또는 1611년 설도 있다), 요시야스가 누군가에 의해서 암살됐다. 이 사건에 대한 상세한 것은 알 수 없으며, 요시미츠의 의향에 의한 것으로 알려지기도 하지만 가신들의 단독 범행설도 있어 확실치 않다. 요시아키가 이에야스의 근시로 파견해 보낸 이에치카가 의외로 이에야스의 마음에 들었기 때문에 요시야스의 폐적은 이러한 이에야스의 의향이 반영되었던 것이라고도 한다.
이 사건은 요시아키의 모가미 집안의 안녕을 도모하려던 생각이 오히려 역효과로 나타난 것이라고 할 수 있다. 그 당시에 이미 요시야스는 모가미 집안의 차기 당주로 가신들에게 자신의 이름자를 하사할 정도의 권한을 지니고 있었기 때문에, 요시야스의 죽음은 모가미 집안을 크게 흔들어 놓았고 모가미 집안의 개역에 한 원인을 제공하였다고 지적되고 있다(다만 모가미 집안이 개역된 배경에는 이에치카 요절이나 가신들의 강소라는 요소도 크다는 의견도 있다). 성주들의 연합으로 이루어진 모가미 집안의 가신단이었기에 당주였던 요시아키 자신조차도 그들을 힘으로 통제할 수 없었던 점도 지적된다. 요시아키가 행한 요시야스에 대한 공양은 고마히메와 마찬가지로 극진했다고 한다.
한편 이에치카는 게이초 10년(1605년) 시종으로 보임되었다.

### 만년
게이초 16년(1611년) 3월에 종4위상으로 서위되고 사콘노에노쇼조(左近衛少将) 데와노카미(出羽守)로 임관되었다. 그 뒤에 슨푸 성(駿府城) 신축 기원을 위해 슨푸로 왔으나, 이 무렵부터 병을 앓기 시작하였다. 이듬해에 호리 후진(堀普請)에게 보낸 글에서는 자신의 몸 상태가 좋아지면 현장으로 가고 싶다는 취지를 적고 있다. 그러나 게이초 18년(1613년) 요시아키의 몸 상태는 더욱 악화되었던 것으로 보이며, 정월의 에도 하례는 요시아키가 아니라 사자가 가야 했다. 4월에 요시아키는 병든 몸을 이끌고 에도로 가서 쇼군 히데타다(秀忠)를 알현하고 이후 슨푸로 향하였는데, 가나가와(神奈川)에서 사신을 보낸 것으로 보인다. 9월에 다시 슨푸에서 이에야스를 알현하고 모가미 집안의 앞날을 부탁하였으며, 이에야스로부터 약 등을 하사받기도 하였다. 또한 이 자리에서 이른바 「천하탄분의 잔」(天下呑分の杯)이라는 술잔을 하사받았다. 이후 에도 성(江戸城)에서 히데타다를 뵙고 이에치카가 에도에 머무르며 근무하는 사이 국역(国役) 1/3을 면제받았다(『도쿠가와 실기』徳川実紀).
게이초 19년(1614년) 1월 18일 미시, 모가미 요시아키는 야마가타성에 귀환했다가 곧 병사했다. 향년 69세였다. 요시아키의 장례식 당일에 사가에 히젠노카미(寒河江肥前守), 사가에 쥬베에(寒河江十兵衛), 나가오카 다지마노카미(長岡但馬守), 야마이에 가와치노카미(山家河内守) 등 4명의 가신이 요시아키를 따라 순사하였다.
요시아키의 묘소는 일본 야마가타시 텟포정(鉄砲町)의 고젠지(光禅寺)에 있다. 고젠지는 창건 당시에는 현재의 나누카 정(七日町)에 있었으나, 도리이 씨(鳥居氏)가 전봉되어 왔을 때에 도리이 씨 보리소로써 쇼겐지(長源寺)로 이름이 바뀌었으며, 고젠지는 모가미 집안의 옛 가신들에 의해 현재의 위치로 옮겨졌다.

## 요시아키 사후의 모가미 집안

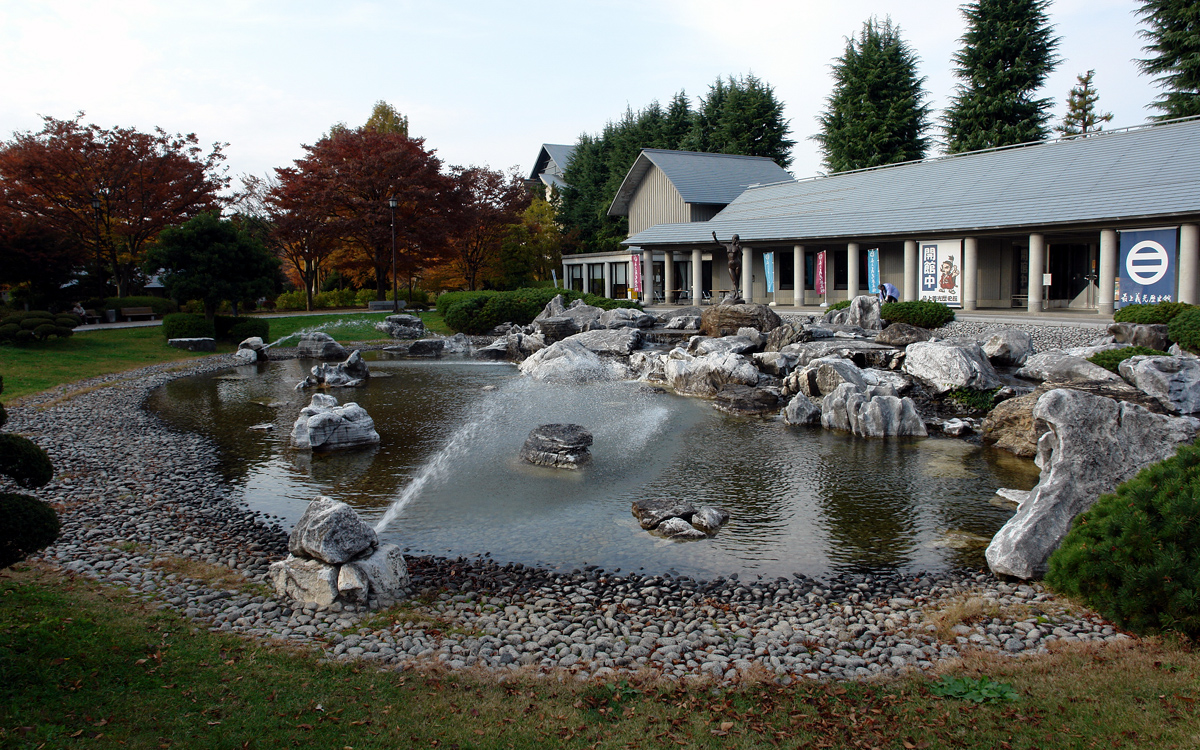
모가미 요시아키 역사관

요시아키 사후 그의 뒤를 이었던 이에치카는 겐나(元和) 3년(1617년)에 급서하였다. 때문에 이에치카의 아들 요시토시(義俊)가 뒤를 이었다. 후계자 자리를 놓고 벌어진 분쟁은 모가미 집안을 크게 뒤흔들었고, 결국 요시아키 사후 9년만인 겐나 8년(1622년) 모가미 집안은 개역당하고 말았다(모가미 소동). 요시토시 사후에는 고쿠다카(石高)가 1만 석에서 5천 석으로 줄었고, 모가미 집안은 고다이요리아이(交代寄合)로써 메이지 유신(明治維新)까지 이어졌다.
모가미 집안의 직계에서 먼 후손에 해당하는 가계는 오늘날 일본의 간사이(関西) 지방에서 살고 있다. 또한 요시아키의 넷째 아들이었던 야마노베 요시타다(山野辺義忠)의 가계는 미토 번(水戸藩)의 가로(家老)로써 메이지 유신까지 이어졌다. 일본의 텔레비전 시대극 『미토 고몬』(水戸黄門)에도 등장하는 국가로(国家老) ・ 야마노베 효고(山野辺兵庫)는 요시타다의 아들인 요시카타(義堅)로 요시아키의 손자에 해당한다.
1924년(다이쇼 13년) 2월 11일 일본 궁내성은 모가미 요시아키에게 정4위를 추증하였으며, 패전 뒤인 1977년에 야마가타 시의 중심부에 위치해 있는 가조 공원(霞城公園) 내에 「모가미 요시아키 공 용전의 상」이 제작되었다. 1989년 12월 1일 모가미 집안 사료를 전시하고 요시아키의 현창을 위한 시설로써 야마가타 시에 의해 모가미 요시아키 역사관(最上義光歴史館)이 세워졌다.

### 내용주
1. ↑  교토로 가는 도중의 안전과 앞날의 무운장구를 빌며 요시아키의 어머니가 자수를 놓은 「문수보살기사상」(文殊菩薩騎獅像)이 현존하고 있다.
2. ↑  요시아키의 어머니인 오노노 고쇼(에이호니永浦尼)는 일러도 게이초(慶長) 8년(1603년) 늦봄 무렵까지는 생존해 있었던 것으로 보이는데, 고향 모가미 집안의 천수당관음(千手堂観音)에 봉납된 노래 편액의 존재를 통해 추측되는 것이다. 그가 읊었다는 노래는 다음과 같다.「花を見ていまや手折らん千手堂　庭の千草もさかりなるらん」
3. ↑  아와노 도시유키(粟野敏之)는 다테 하루무네(伊達晴宗) ・ 데루무네(輝宗) 부자의 대립에 관해 모년 5월자로 모가미 집안의 중신(重臣) ・ 마키노 히사나카(牧野久仲)에게 보낸 에이린(모가미 요시모리)의 편지 내용을 들어 다테 부자의 내분은 모가미 부자의 내분보다도 뒤에 벌어진 일로, 마키노 히사나카는 겐키 원년 3월에 실각하여 다테 집안에서 쫓겨났으므로 요시아키의 가독 계승은 겐키 원년 이전의 일이라고 보고 있다. 다테 하루무네의 은거는 에이로쿠 7년(1564년) 말에서 이듬해 봄 사이에 있었으므로 아와노는 요시아키가 원복한 시점과 멀지 않은 에이로쿠 4년(1561년)에서 이듬해(1562년)에 요시모리와 요시미쓰 부자의 대립과 우지이에의 간언에 의한 당주 교체가 이루어졌다고 추정하고 있다.
4. ↑  일본 『야마가타 신문』(山形新聞) 헤이세이 6년 3월 4일자 조간 기사에는 덴쇼(天正) 5년(1577년) 요시아키 또한 노부나가에게 알현하고 「모가미 데와노카미」(最上出羽守)로 임명되었다는 내용의 문서가 발견되었음을 보도하였다.
5. ↑  태합검지(太閤検地) 이전에는 모가미 군과 무라야마 군(村山郡)은 오늘날과 비교하면 서로 이름이 뒤바뀌어 있었다.
6. ↑  이 전투에 대해서는 애초부터 후세의 창작이었다는 설도 있다.
7. ↑  요시아키는 요시히메에게 보낸 편지에서 「여러 다이묘들이 보는 앞에서 화목이라니, 굴욕스럽기 짝이 없다」(덴쇼 16년 7월 8일자)고 토로하다가, 다른 편지에서는 「요시히메 님의 활약하심이 도요토미 히데요시나 도쿠가와 이에야스에게도 전해졌다고 한다(총무사령에 위반이 되므로 더 이상 싸울 수가 없다)」(덴쇼 17년 2월 12일자)라고도 서술하고 있어, 다테 마사무네와의 화의를 바라고 있었음을 암시한다.
8. ↑  『야마가타 시사』(山形市史)는 13만 석의 지행완행장(知行宛行状)을 받았다고 기록되어 있다.
9. ↑  오다와라 정벌에 참전하기 전에 요시아키가 아키타 사네스에(秋田実季)에게 보낸 편지에는 「늦게 참전한 것을 주인장을 받고 용서받았다」(遅参を御朱印状で認められている)라고 되어 있다.
10. ↑  가미우라 군(上浦郡)의 일부
11. ↑  니시무라야마 군(西村山郡) 가와키타 정(河北町)
12. ↑  사타케 씨(佐竹氏)와의 영토 교환으로 당초 소유하고 있던 오가치 군(雄勝郡) ・ 히라가 군(平鹿郡)과 맞바꾸었다.
13. ↑  모가미 집안이 개역된 뒤에 쇼나이 번(庄内藩)의 번주로써 들어 온 사카이 다다카쓰(酒井忠勝)는 길에서 어느 맹인이 이런 내용의 노래를 부르는 것을 듣게 되었는데, 이 다음 구절이 「지금의 영주님은 잡다한 물고기에 개구리에게까지 요역을 매긴다」(今の殿様は雑魚、かじかにも役かける)고 읊는 것이었다. 다다카쓰는 그 맹인을 자신의 성으로 불러 「너는 정직한 놈이다. 하지만 겐고로(모가미 요시아키)는 백만 석(실제로는 57만 석)이고 나는 지행(知行)이 10만 석도 되지 않는다. 그러니 이런 요역도 필요한 것이다.」라고 달랜 다음 후한 상을 주어 집으로 돌려보냈다고 한다.
14. ↑  모가미 집안의 중신인 사토미 민부의 가신(즉 요시아키의 배신) 하라 하치고에몬(原八右衛門)을 지목하는 설이 있는 한편으로 모가미 집안의 가신인 후지타 단바(藤田丹波)가 '주군의 명을 받아 요시야스를 제거하였다'는 내용의 각서(메모)를 남긴 것도 있다.

### 설명주
1. ↑  『徳川実紀』、伊豆田忠悦「山形藩」『藩史大事典』第1巻（雄山閣出版、1988年).
2. ↑  伊藤 2016, p. 30
3. ↑  伊藤清郎 ・ 山口博之 『中世出羽の領主と城館　奥羽史研究叢書2』（高志書院、2002年）p.97-98
4. ↑  粟野敏之「戦国大名最上氏の成立過程-元亀・天正初期の内訌をめぐって-」（初出：(『史学論集』10号、1980年）/所収:竹井英文 編『シリーズ・織豊大名の研究 第六巻 最上義光』（戎光祥出版、2017年） ISBN 978-4-86403-257-5））、P57-58（2017年）
5. ↑  遠藤ゆり子「戦国期奥羽における保春院のはたらき-戦国時代の平和維持と女性-」(『日本史研究』486号、2003年）（のちに改題所収:「奥羽の戦争と伊達政宗の母」(遠藤ゆり子『戦国時代の南奥羽社会』吉川弘文館、2016年） ISBN 978-4-642-02930-8））
6. ↑  閏5月11日付中山光直書状、『横手市史　史料編　古代・中世』p.434。
7. ↑  『史料総覧』11編912冊234頁「片倉代々記」「譜牒余録」「伊達貞山治家記録」
8. ↑  「奥羽永慶軍記」巻之15・16　佐竹伊達合戦附岩城石川扱
9. ↑  昭和『山形県史』近世編上による。
10. ↑  伊藤 2016, p. 113。「伊達家文書」天正十八年十二月二十六日
11. ↑  『史料総覧』11編912冊321頁。「寛永諸家系図伝」
12. 1 2  伊藤 2016, p. 116
13. ↑  村川浩平『日本近世武家政権論』
14. ↑  伊藤 2016, p. 117.
15. ↑  「上杉景勝等二十八名連署起請文」羽柴出羽侍従
16. ↑  胡偉権「最上義康について」初出：(『山形史学研究』43・44合併号、2014年）/所収:竹井英文 編『シリーズ・織豊大名の研究 第六巻 最上義光』（戎光祥出版、2017年） ISBN 978-4-86403-257-5））、P108-114（2017年）
17. ↑  『大日本史料』12編3冊76頁
18. ↑  伊藤 2016, pp. 231-232.
19. ↑  伊藤 2016, p. 233、「北館文書」